# روبرتو مانسينيلي
روبرتو مانسينيلي (بالإيطالية: Roberto Mancinelli)‏ هو لاعب كرة قدم إيطالي في مركز حراسة المرمى، ولد في 29 يناير 1976 في ألبانو لاتسيالي في إيطاليا. لعب مع نادي بينيفينتو ونادي كاتانزارو ونادي لاتسيو.